# The Sickness
The Sickness é o álbum de estreia da banda estadunidense de heavy metal Disturbed. O álbum foi gravado em 1999 e lançado em 7 de março de 2000. O álbum chegou ao número 29 na parada da Billboard 200 e gastou um total de 103 semanas na parada, a partir de junho de 2010. Com mais de 4.138.206 cópias vendidas só nos Estados Unidos a partir de 2010, é o álbum mais bem sucedido da banda. The Sickness foi certificado 4x Platina pela RIAA.
Em 2020, a revista Metal Hammer o elegeu como um dos 20 melhores álbuns de metal de 2000.

## Reedição de 2010
Em 23 de março de 2010, uma reedição do álbum foi lançada, que inclui B-sides, nova arte de capa e conteúdo online exclusivo. Essa reedição também celebra o décimo aniversário do lançamento do álbum e está disponível pela primeira vez no formato vinil.
O guitarrista do Disturbed, Dan Donegan, comentou sobre a reedição: "[...] ele é o álbum que nos colocou no mapa e lançou nossa carreira. Então voltamos para o estúdio e remixamos ele, nós remasterizamos, nós colocamos duas faixas bônus nele e trocamos algumas das embalagens e a capa. Só um pequeno item de colecionador, um pequeno tributo desse álbum para os fãs".

## Faixas
Todas as músicas compostas por Disturbed, exceto "Shout 2000" por Ian Stanley e Roland Orzabal.
| N.º            | Título                                      | Duração |  |
| 1.             | "Voices"                                    | 3:12    |  |
| 2.             | "The Game"                                  | 3:47    |  |
| 3.             | "Stupify"                                   | 4:34    |  |
| 4.             | "Down with the Sickness"                    | 4:39    |  |
| 5.             | "Violence Fetish"                           | 3:24    |  |
| 6.             | "Fear"                                      | 3:47    |  |
| 7.             | "Numb"                                      | 3:45    |  |
| 8.             | "Want"                                      | 3:53    |  |
| 9.             | "Conflict"                                  | 4:35    |  |
| 10.            | "Shout 2000" (original por Tears for Fears) | 4:18    |  |
| 11.            | "Droppin' Plates"                           | 3:49    |  |
| 12.            | "Meaning of Life"                           | 4:02    |  |
| Duração total: | Duração total:                              | 47:47   |  |

| Faixas Bônus   |                                    |         |  |
| N.º            | Título                             | Duração |  |
| 13.            | "God of the Mind"                  | 3:04    |  |
| 14.            | "Stupify" (ao vivo)                | 4:53    |  |
| 15.            | "The Game" (ao vivo)               | 3:52    |  |
| 16.            | "Voices" (ao vivo)                 | 3:35    |  |
| 17.            | "Down With the Sickness" (ao vivo) | 6:16    |  |
| Duração total: | Duração total:                     | 68:07   |  |

| Reedição de 2010 |                    |         |  |
| N.º              | Título             | Duração |  |
| 13.              | "God of the Mind"  | 3:04    |  |
| 14.              | "A Welcome Burden" | 3:31    |  |
| Duração total:   | Duração total:     | 54:20   |  |

| Críticas profissionais                                                      | Críticas profissionais |
| Avaliações da crítica                                                       | Avaliações da crítica  |
| Fonte                                                                       | Avaliação              |
| --------------------------------------------------------------------------- | ---------------------- |
| Allmusic                                                                    | [ 7 ]                  |
| Rolling Stone                                                               | [ 8 ]                  |
| Sputnikmusic                                                                | [ 9 ]                  |
| Esta tabela precisa de ser acompanhada por texto em prosa. Consulte o guia. |                        |

## Performance nas paradas
Álbum
| Ano  | Parada                       | Posição |
| ---- | ---------------------------- | ------- |
| 2008 | Australian ARIA Albums Chart | 30      |
| 2000 | The Heatseekers              | 3       |
| 2000 | EUA Billboard 200            | 29      |

Singles
| Ano  | Single                   | Parada                 | Posição |
| ---- | ------------------------ | ---------------------- | ------- |
| 2001 | "Down with the Sickness" | Mainstream Rock Tracks | 5       |
| 2001 | "Down with the Sickness" | Modern Rock Tracks     | 8       |
| 2006 | "Down with the Sickness" | Hot Ringtones          | 2       |
| 2000 | "Stupify"                | Mainstream Rock Tracks | 12      |
| 2000 | "Stupify"                | Modern Rock Tracks     | 10      |
| 2002 | "The Game"               | Mainstream Rock Tracks | 34      |
| 2000 | "Voices"                 | Mainstream Rock Tracks | 16      |
| 2000 | "Voices"                 | Modern Rock Tracks     | 18      |